# Phodopus campbelli
Phodopus campbelli е вид бозайник от семейство Хомякови (Cricetidae).

## Разпространение
Видът е разпространен в Казахстан, Китай, Монголия и Русия.